# Ховард, Гленн
Гленн Уи́льям Хо́вард (англ. Glenn William Howard; 17 июля, 1962, Мидленд, Онтарио, Канада) — канадский кёрлингист и тренер по кёрлингу.
Скип своей команды. Играет на позиции четвёртого (в командах других скипов играл в основном на позиции третьего).
Четырёхкратный чемпион мира (1987, 1993, 2007, 2012). Четырёхкратный чемпион Канады (1987, 1993, 2007, 2012).
В 1991 году ввёден в Зал славы канадского кёрлинга вместе со всей командой своего брата Расса Ховарда (другие члены команды: Тим Белькур и Кент Карстерс).

## Команды
| Сезон                                               | Четвёртый    | Третий                | Второй                   | Первый          | Запасной                           | Турниры                                 |
| --------------------------------------------------- | ------------ | --------------------- | ------------------------ | --------------- | ---------------------------------- | --------------------------------------- |
| 1985—86                                             | Расс Ховард  | Гленн Ховард          | Тим Белькур              | Кент Карстерс   | Ларри Мёркли                       | ЧК 1986                                 |
| 1986—87                                             | Расс Ховард  | Гленн Ховард          | Тим Белькур              | Кент Карстерс   | Ларри Мёркли (ЧК)                  | ЧК 1987 · ЧМ 1987 · КООК 1987 (4 место) |
| 1988—89                                             | Расс Ховард  | Гленн Ховард          | Тим Белькур              | Кент Карстерс   | Ларри Мёркли                       | ЧК 1989                                 |
| 1990—91                                             | Расс Ховард  | Гленн Ховард          | Уэйн Мидо                | Питер Корнер    | Ларри Мёркли                       | ЧК 1991 (7 место)                       |
| 1991—92                                             | Расс Ховард  | Гленн Ховард          | Уэйн Мидо                | Питер Корнер    | Ларри Мёркли                       | ЧК 1992                                 |
| 1992—93                                             | Расс Ховард  | Гленн Ховард          | Уэйн Мидо                | Питер Корнер    | Ларри Мёркли                       | ЧК 1993 · ЧМ 1993                       |
| 1993—94                                             | Расс Ховард  | Гленн Ховард          | Уэйн Мидо                | Питер Корнер    | Ларри Мёркли                       | ЧК 1994                                 |
| 1994—95                                             | Расс Ховард  | Гленн Ховард          | Питер Корнер             | Ken McDermot    |                                    |                                         |
| 1996—97                                             | Расс Ховард  | Гленн Ховард          | Scott Patterson          | Phil Loevenmark |                                    |                                         |
| 1997—98                                             | Расс Ховард  | Гленн Ховард          | Scott Patterson          | Phil Loevenmark | Ларри Мёркли                       | КООК 1997 (4 место)                     |
| 1997—98                                             | Расс Ховард  | Гленн Ховард          | Noel Herron              | Steve Small     |                                    |                                         |
| 1998—99                                             | Расс Ховард  | Гленн Ховард          | Питер Корнер             | Нил Харрисон    |                                    |                                         |
| 1999—00                                             | Расс Ховард  | Гленн Ховард          | Питер Корнер             | Нил Харрисон    |                                    |                                         |
| 2000—01                                             | Гленн Ховард | Ричард Харт           | Коллин Митчелл           | Jason Mitchell  |                                    |                                         |
| 2001—02                                             | Расс Ховард  | Гленн Ховард          | James Grattan            | Грант Одишоу    |                                    | КООК 2001 (4 место)                     |
| 2001—02                                             | Гленн Ховард | Ричард Харт           | Коллин Митчелл           | Jason Mitchell  |                                    |                                         |
| 2002—03                                             | Гленн Ховард | Ричард Харт           | Коллин Митчелл           | Jason Mitchell  |                                    |                                         |
| 2003—04                                             | Гленн Ховард | Ричард Харт           | Коллин Митчелл           | Jason Mitchell  |                                    |                                         |
| 2004—05                                             | Гленн Ховард | Ричард Харт           | Брент Лэинг              | Крейг Сэвилл    |                                    |                                         |
| 2005—06                                             | Гленн Ховард | Ричард Харт           | Брент Лэинг              | Крейг Сэвилл    | Уэйн Мидо (КООК) Скотт Тейлор (ЧК) | КООК 2005 (4 место) · КК 2006 · ЧК 2006 |
| 2006—07                                             | Гленн Ховард | Ричард Харт           | Брент Лэинг              | Крейг Сэвилл    | Стив Байс                          | ЧК 2007 · ЧМ 2007                       |
| 2007—08                                             | Гленн Ховард | Ричард Харт           | Брент Лэинг              | Крейг Сэвилл    | Стив Байс (ЧК)                     | ККК 2007 · КК 2008 (4 место) · ЧК 2008  |
| 2008—09                                             | Гленн Ховард | Ричард Харт           | Брент Лэинг              | Крейг Сэвилл    | Стив Байс                          | ЧК 2009                                 |
| 2009—10                                             | Гленн Ховард | Ричард Харт           | Брент Лэинг              | Крейг Сэвилл    | Стив Байс                          | КООК 2009 · ЧК 2010                     |
| 2010—11                                             | Гленн Ховард | Ричард Харт           | Брент Лэинг              | Крейг Сэвилл    | Скотт Ховард                       | КК 2010 · ЧК 2011                       |
| 2011—12                                             | Гленн Ховард | Уэйн Мидо             | Брент Лэинг              | Крейг Сэвилл    | Скотт Ховард                       | КК 2011 · ККК 2012 · ЧК 2012 · ЧМ 2012  |
| 2012—13                                             | Гленн Ховард | Уэйн Мидо             | Брент Лэинг              | Крейг Сэвилл    | Скотт Ховард (ЧК)                  | КК 2012 · ККК 2013 · ЧК 2013            |
| 2013—14                                             | Гленн Ховард | Уэйн Мидо             | Брент Лэинг              | Крейг Сэвилл    | Скотт Ховард                       | КООК 2013 (7 место)                     |
| 2014—15                                             | Гленн Ховард | Ричард Харт           | Джон Мид                 | Крейг Сэвилл    |                                    | КК 2014                                 |
| 2015—16                                             | Гленн Ховард | Уэйн Мидо Ричард Харт | Ричард Харт Adam Spencer | Скотт Ховард    | Joey Hart Крейг Сэвилл             | ЧК 2016 (8 место)                       |
| 2016—17                                             | Гленн Ховард | Ричард Харт           | David Mathers            | Скотт Ховард    | Adam Spencer                       | ЧК 2017 (9 место)                       |
| 2019—20                                             | Гленн Ховард | Скотт Ховард          | David Mathers            | Tim March       |                                    | КК 2019 (6 место)                       |
| 2020—21                                             | Гленн Ховард | Скотт Ховард          | David Mathers            | Tim March       | Уэйн Мидо                          | ЧК 2021 (5 место)                       |
| 2021—22                                             | Джон Эппинг  | Райан Фрай            | Mat Camm                 | Брент Лэинг     | Гленн Ховард тренер: Jim Wilson    | КООК 2021 (6 место)                     |
| 2021—22                                             | Гленн Ховард | Скотт Ховард          | David Mathers            | Tim March       | Adam Spencer                       | ЧК 2022 (9 место)                       |
| 2023—24                                             | Скотт Ховард | David Mathers         | Mathew Camm              | Tim March       | Гленн Ховард                       | ЧК 2024 (12 место)                      |
| Кёрлинг среди смешанных пар (mixed doubles curling) |              |                       |                          |                 |                                    |                                         |
| 2014—15                                             | Гленн Ховард | Carly Howard          |                          |                 |                                    | ЧКСП 2015 (5 место)                     |

(скипы выделены полужирным шрифтом)

## Результаты как тренера национальных сборных
| Год  | Турнир                                              | Сборная                 | Место |
| ---- | --------------------------------------------------- | ----------------------- | ----- |
| 2016 | Чемпионат Европы по кёрлингу 2016                   | Шотландия (женская)     | 3     |
| 2017 | Чемпионат Европы по кёрлингу 2017                   | Шотландия (женская)     | 1     |
| 2018 | Чемпионат Европы по кёрлингу 2018                   | Шотландия (женская)     | 6     |
| 2023 | Чемпионат мира по кёрлингу среди смешанных пар 2023 | Канада (смешанная пара) | 4     |

## Частная жизнь
Работает менеджером в сети ретейлера en:The Beer Store.
Женат. Жена Джуди (англ. Judy). У них двое детей: сын Скотт Ховард (род. 1990, тоже кёрлингист, играет в одной команде с отцом) и дочь Карли (англ. Carly, род. 1993; тоже кёрлингистка, играла вместе с отцом на чемпионате Канады по кёрлингу среди смешанных пар 2015).

## Комментарии
1. ↑  Гленн Ховард попал в аварию на снегоходе, сломав девять ребер и грудину, перед началом Чемпионата Канады 2021 и перешел на роль запасного. Скипом и четвертым на Чемпионате являлся Уэйн Мидо[3]